# Herman Voorwald
Prof. Dr. Herman Jacobus Cornelis Voorwald (Rio Claro, 24 de abril de 1955) é um professor, engenheiro mecânico e político brasileiro. Filho de pais neerlandeses, foi secretário da Educação do Estado de São Paulo. Voorwald foi reitor da Universidade Estadual Paulista (UNESP) entre janeiro de 2009 e dezembro de 2010, quando foi nomeado Secretário pelo governador Geraldo Alckmin.
Em 4 de dezembro de 2015 Voorwald deixa o cargo de Secretário da Educação, devido à polêmica reorganização do ensino público paulista, resultando na ocupação das escolas pelos estudantes secundaristas. Após a suspensão da reorganização, Voorwald afasta-se da pasta. Alckmin não desiste do projeto, entretanto, convoca alunos e pais para debater conjuntamente acerca do futuro da rede de ensino público paulista. Define a pasta ao ex-Presidente do Tribunal de Justiça de São Paulo, José Renato Nalini, que terá a função de mediador entre Estado e alunos para a reformulação da rede pública de ensino.